# Chaos Theory: Part 1
Chaos Theory: Part 1 es el segundo álbum de estudio de la banda neozelandesa de metal alternativo Like a Storm. Escrito y grabado mientras la banda estaba en una gira estadounidense en todo el país, las primeros preventas del álbum comenzaron en noviembre de 2012. Más recientemente, "Chaos Theory: Part 1" fue lanzado en Nueva Zelanda, a través de Warner Music.
Chaos Theory: Part 1 cuenta con una gama de instrumentos, además del tradicional sonido hard rock o metal alternativo - incluyendo didgeridoo, djembe, piano, sintetizadores, coros y programación.
Producida por Kent, Chris y Matt Brooks, el álbum fue mezclado por Elvis Baskette y masterizado por Brad Blackwood.

## Lista de canciones
1. "Six Feet Under"
2. "Never Surrender"
3. "Gangster's Paradise" (Coolio cover)
4. "Break Free"
5. "Love the Way You Hate Me"
6. "Southern Skies"
7. "Nothing Remains (Nihil Reliquum)"

## Personal
- Chris Brooks - Voz principal, guitarra, didgeridoo, programación y teclados
- Matt Brooks - Voz principal, guitarra, programación, teclados y percusión
- Kent Brooks - Bajo, coros, guitarra, programación y teclados

Personal adicional
- Roye Robley - Batería

- Datos: Q16245523